# Carl Gustaf Piehl

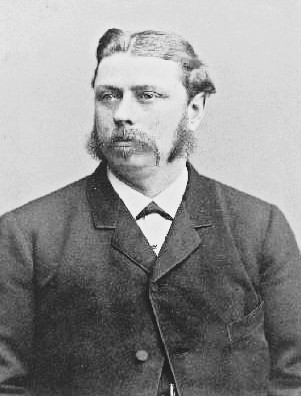
Carl Gustaf Piehl.

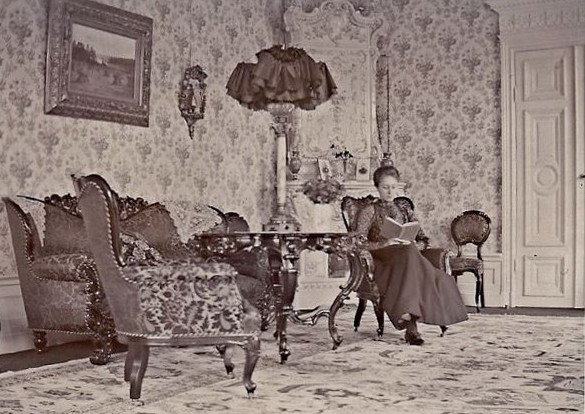
Salongen på Götgatan 66. På bilden syns Karin Piehl, Carl Gustaf Piehls dotter.

Carl Gustaf Piehl, född 1856, död 1912, var en svensk bryggmästare och direktör för bland annat C G Piehls Bryggeri i Stockholm.

## Biografi
Piehl avlade bryggmästarexamen vid renommerade bryggaruniversitetet Weihenstephan i staden Freising i Bayern. Senare hade han arbetat hos Neumüllers Bryggeri vid Åsögatan på Södermalm. 
På 1880-talet förvärvade Piehl Pehr Bjurholms bryggeri på Björngårdsgatan 8 på Södermalm. År 1889 sålde han verksamheten till det nybildade bolaget AB Stockholms Bryggerier men fortsatte att driva bryggeriet som disponent. 1892 tvingades han lämna sin befattning på grund av en konflikt med sin svåger Herrman Egnell. Samma år startade han ett nytt bryggeri under namnet Gustaf Piehls Nya Bryggeri, beläget i hörnet Ringvägen / Götgatan 66 (nuvarande 100) på Södermalm (där gallerian Ringens köpcentrum finns idag). Anläggningen var stor och modern och upptog hela kvarteret. Här hade familjen Piehl även sin privata bostad. Verksamheten fördes vidare av den äldsta sonen Carl-Gustaf Fredrik (1882–1965). Piehl bodde kvar vid Götgatan 66 till sin död 1912 och är gravsatt på Sandsborgs kyrkogård i Stockholm.

## Familj
Piehl gifte sig med Sofia Neumüller (1856–1938), dotter till ölbryggaren och godsägaren Friedrich Neumüller. Paret fick nio barn, bland andra trädgårdarkitekten Olle Piehl.